# Monteflavio
Monteflavio là một đô thị ở tỉnh Roma trong vùng Latium thuộc Ý, có cự ly khoảng 35 km về phía đông bắc của Roma.
Monteflavio giáp các đô thị: Licenza, Montorio Romano, Moricone, Palombara Sabina, San Polo dei Cavalieri, Scandriglia.